# Sierramjavri (sjö i Enare, Lappland, Finland)
Sierramjavri eller Sierramjävri är en sjö i Finland. Den ligger i kommunen Enare i landskapet Lappland, i den norra delen av landet, 1 000 km norr om huvudstaden Helsingfors. Sierramjavri ligger 254 meter över havet. Arean är 1,08 kvadratkilometer och strandlinjen är 5,51 kilometer lång. Sjön  ingår i Pasvik älvs huvudavrinningsområde.   Omgivningarna runt Sierramjavri är i huvudsak ett öppet busklandskap. Den sträcker sig 1,3 kilometer i nord-sydlig riktning, och 2,2 kilometer i öst-västlig riktning.